# 藤沢市高倉墜落事故
藤沢市高倉墜落事故（ふじさわしたかくらついらくじこ）は、1961年4月21日に神奈川県で発生した米軍航空機事故である。

## 概略
1961年（昭和36年）4月21日午前、米国海兵隊岩国航空基地所属のA4D-2スカイホーク（※事故翌年の命名変更以降はA-4Bと称す）攻撃機が、厚木基地を離陸直後にトラブル発生。乗員は農地への不時着を試みるも高圧線に接触し、9時10分頃 藤沢市高倉の民家に墜落した 。
乗員1名、住民1名、あわせて計2名が死亡、住民2名が負傷。墜落地点周辺の住宅が全半焼するなどの被害が発生した。

## 影響
本事故を受け、神奈川県知事は関係各所に補償および事故再発防止策を要望。在日米軍は人口密集地での低空飛行を避ける等の回答を行った。

## その他
- 1964年（昭和39年）7月31日にも、藤沢市大庭でF-4BファントムII戦闘機が墜落しており、乗員2名が負傷した[2]。